# رأس (فلم)
رأس  (بالإنجليزية: HEAD) هو فيلم مغامرة هجاء موسيقي أمريكي من تأليف جاك نيكلسون وبوب رافيلسون، من إخراج رافيلسون ومن بطولة فرقة الروك التلفزيونية المونكيز (دايفي جونز، ميكي دولنز، بيتر تورك ومايكل نسميث)، وقامت كولومبيا بيكتشرز بالتوزيع.
ظهر في الفيلم فيكتور ميتشور في دور «فيكتور الكبير» وأيضاً نيكولسون وتيري غار وكارول دودا ‏ وأنيت فونيكيلو وفرانك زابا وسوني ليستون وتيموثي كاري وبيرسي هيلتون وراي نيتشكه. كما ظهر دينيس هوبر على الشاشة في أجزاء قصيرة غير ناطقة ومصممة الرقصات توني باسل.

## قصة الفيلم
يبدأ فيلم رأس في جسر جيرالد ديزموند ‏. في الوقت الذي يحاول فيه أحد السياسيين المحليين التحدث عبر ميكروفونه أثناء خطاب التفاني، قام كل من المونكيز (ميكي دولنز، ودايفي جونز، وبيتر تورك، ومايكل نسميث) بمقاطعة الحفل فجأة من خلال ركضهم عبوراً بالمسؤولين المجتمعين متجاهلين أصوات الأبواق وصفارات الإنذار. ثم يقوم ميكي بالقفز من فوق الجسر نزولاً إلى الماء. يطفو ميكي فاقدًا للوعي، حيث تحاول عديد من حوريات البحر إحيائه.
ثم ينتقل المشهد إلى غرفة معيشة، حيث يشارك المونكيز في تقبيل امرأة شابة. ثم تبدأ الأغنية الافتتاحية، وتمتلئ الشاشة بصور من لقطات الفيلم، وتنتهي بإعدام فان ليم نغوين يليها امرأة تصرخ. ومع ذلك، فإن المرأة لا تصرخ رعبًا ولكن إثارةً لأن المونكيز على وشك الصعود للأداء على المسرح في حفل موسيقي. عندما يصل المونكيز إلى الملعب يقودون الجمهور في هتاف أحرف «الحرب!» وينتقل الفيلم إلى قصة حرب. تتبعها العديد من المقالات القصيرة، تتخللها لقطات حرب حقيقية ومقاطع أفلام أخرى،  ويتفاعل المونكيز الأربعة مع الشخصيات في مراحل الفيلم.
ومع أحداث الفيلم، وبالتناوب بين المشاهد مع المجموعة ومشاهد مع الأعضاء بشكل منفرد. يسلط الضوء على كل عضو من أعضاء المونكيز حيث يعاني كل منهم من الارتباك وعدم الرضا عن وضعهم. ومعاً يجدوا أنفسهم مرارًا وتكرارًا محاصرين في شكل من أشكال الضميمة، من المكنسة الكهربائية إلى صندوق أسود كبير (والذي يقول فيه ميكي انه يمثل كونهم). وخلال محاصرتهم، فإنهم وحدهم يقضون وقتهم في محاولة إيجاد مخرج، ولكن في كل مرة يهربون، فإنهم يسيطرون قليلاً على الأوضاع التي يجدون أنفسهم فيها. وأي مبادرة يقومون بها فإنها لا تدوم طويلاً.
في نهاية المطاف يكتشف بيتر سوامي المعلم الروحي الذي يعتقد أن لديه «الجواب»، ولكن عندما يحاول بيتر مشاركة هذا مع بقية المجموعة، فإنهم يتجاهلونه في البداية. الا أن يقررون في النهاية الاستماع له، يستشيط دايفي غضبًا من استنتاج بيتر حيث قال في نهاية حديثة  «لا أعرف شيئًا». ثم يدخل دايفي في حالة هياج خلال الاستوديو وفي أماكن مختلفة، وفي النهاية يهبط بالمجموعة داخل الصندوق الأسود، الذي يتم نقله بعد ذلك إلى الصحراء. هناك يتم إطلاق سراحهم، فقط لمواجهة جميع خصومهم من الفيلم.
يهرب المونكيز سيرًا على الأقدام، وينتهي بهم المطاف في الجسر الذي ظهر في بداية الفيلم. هذه المرة، نرى كل المونكيز الأربعة يقفزون من الجسر، ولا يزال يتم ملاحقتهم من قبل أعدائهم. يهبط المونكيز إلى قاع البحيرة، ويبدؤون بالسباحة بعيدًا. ومع ذلك، سرعان ما يكتشفون أنهم في الواقع داخل أكواريوم على ظهر شاحنة. ينتهي الفيلم بالشاحنة وهي تنطلق بعيداً، وما زال المونكيز محاصرين داخل الصندوق الزجاجي.

## طاقم الممثلين
- بيتر تورك دور بيتر
- دايفيد جونز دور دايفي
- ميكي دولنز دور ميكي
- مايكل نسميث دور مايك
- أنيت فونيتشيلو دور تيريزا/ميني
- تيموثي كاري دور هاي لورد إن لو
- لوغن رمزي دور الضابط فاي لابيد
- ابراهام سوفر  [لغات أخرى]‏ دور سوامي
- فيتو سكوتي دور آي فيتولوني
- تشارلز مكارلي دور المفتش شرينك
- تي سي جونز دور السيد آيس
- تشارلز ايرفينغ دور رئيس البلدية
- وليام بغداد دور الشيخ ذو الرداء الأسود
- بيرسي هيلتون دور رسول هيرالديك
- سوني ليستون دور إضافي
- راي نيتشكه دور خاص
- كارول دودا  [لغات أخرى]‏ دور سالس سيليكون
- فرانك زابا دور الناقد
- يونيو فيرتشايلد دور القافزة
- تيري جاري دور تستي ترو
- آي جاي جيفرسون دور سيدة متعة
- فيكتور ميتشور دور فيكتور الكبير
- توني باسل دور الراقص في أغنية «داديز سونغ»
- لي كوليما دور الحارس
- تيري تشامبرز دور البطل
- استير شيبرد دور الأم
- كريستين هيلستوسكي دور عشيقة دايفي
- جيم هانلي دور فروديس
- دينيس هوبير دور نفسه
- بوب رافيلسون دور نفسه
- جاك نيكلسون دور نفسه

## الإنتاج
تم تصويره في فترة بين 15 فبراير إلى 17 مايو 1968، في استوديوهات كولومبيا بيكتشرز / سكرين جيمز في كولفر سيتي وفي كولومبيا رانتش ‏ في بربانك، وكذلك في مواقع مختلفة في ولاية كاليفورنيا:
- حفل قطع الشريط - جسر جيرالد ديزمونز  [لغات أخرى]‏، لونغ بيتش
- تسلسل مشجعي الحرب - ملعب روز بول
- تسلسل المصنع -محطة هايبريون لمعالجة مياه الصرف الصحي  [لغات أخرى]‏،بلايا ديل ري  [لغات أخرى]‏
- تسلسل الحرب - برونسون كانيون  [لغات أخرى]‏. بعض التسلسلات في سان فرانسيسكو (مقطوعة من إصدار التلفزيون الهوائي، استبدلت بـ «آم أ بيليفر»)
- تسلسل الصحراء -بالم سبرينغس، كاليفورنيا
- تسلسل الحفل - قاعة فالي الموسيقية، مدينة سولت ليك
- تسلسل ميكى تحت الماء - جزر بهاماس

جزء آخر من الحملة الترويجية كان وضع ملصقات فيلم رأس في أماكن عشوائية. وعلق رافيلسون بأنه تم إلقاء القبض عليه هو ونيكلسون في العرض الأول لمدينة نيويورك في 6 أكتوبر لمحاولتهما لصق الملصق على خوذة ضابط الشرطة عندما ركب حصانه.

## الموسيقى
في حين أن موسيقى الفيلم كانت مخيبة للآمال لمعجبي صوت موسيقى البوب الأكثر تقليدية، إلا أنها تتميز بما يعتبره بعض النقاد من أفضل الأعمال المسجلة للمونكيز، بما في ذلك مساهمات كارول كينج وهاري نيلسون. قام جاك نيكلسون بجمع ألبوم الصوت، ومع اقتراب إنتاج الفيلم تضمن أجزاء كبيرة من الحوار. تم تأليف الموسيقى العرضية للفيلم وإجرائها بواسطة كين ثورن، الذي قام أيضًا بتأليف وتشغيل الموسيقى العرضية للفيلم الثاني لفرقة البيتلز النجدة!، ظهرت الأغنية الأكثر شهرة في الفيلم أغنية بروبس (شارة فيلم رأس) ‏ "Porpoise Song (Theme from Head)" في بداية الفيلم وانتهت وتركت المشاهدين يشعرون أنهم كانوا يشاهدون شيئا اشبه بالحلم: كان من المفترض جعل مشهد الجسر والحركة البطيئة كالحلم. عملت الفلاتر ذات الألوان الزاهية على زيادة التأثير البصري واللمسة المذهلة للمقتطفات، والتي تشمل إنقاذ حوريات البحر لميكي دولنز في بداية الفيلم. كانت أشبه بلمسة تخيل نفسي ‏ - اشارت بعض العناصر المرئية والموسيقية المستخدمة في الفيلم التلفزيوني الرحلة السحرية الغامضة لفيلم البيتلز وفيلمهم الروائي الغنائي الغواصة الصفراء ‏ - وكان من إخراججورج دونينج.
وعلقأندرو ساندوفال ‏ ، مؤلف كتاب The Monkees: The Day-By-Day Story of the 60s TV Pop Sensation ، قائلاً: «يحتوي على بعض من أفضل الأغاني و... الأداء الموسيقي للفيلم هي واحده من اللحظات الأكثر تجانسًا في الفيلم.»
المقاطع الصوتية
- "(Porpoise Song (Theme from Head" - جيري جوفين  [لغات أخرى]‏، كارول كينج
- "Ditty Diego – War Chant" – بوب رافيلسون، جاك نيكلسون
- "Circle Sky" – مايكل نسميث
- "Can You Dig It" – بيتر تورك
- "As We Go Along" – كارول كينج، توني ستيرن
- "Daddy's Song" – هاري نيلسون
- "?Long Title: Do I Have to Do This All Over Again" – بيتر تورك
- مقتطفات من الفيلم، مقسمة بترتيب عشوائي غير متتالية.

## صدور الفيلم

### التسويق
لخصت المقطوعات ذلك على أنه "أكثر فيلم مغامرة، غربي، كوميدي، رومانسي، غامض، دراما، موسيقي، وثائقي غير عادي على الإطلاق (وهذا ما يجعلها أقل ما يقال عنها)". لا توجد صور للمونكيز على الملصق الأصلي؛ فقط صورةلجون بروكمان، الذي تولى العلاقات العامة للفيلم.
كان الفيلم أحد الأفلام الأولى التي تم الإعلان عنها بتصنيف جمعية الفيلم الأمريكي، مع إعلانات الصحف في الصحف اليومية في نيويورك في 1 نوفمبر 1968 والتي عرضت تصنيف G أي بمعنى «جميع الأعمار مقبولة».

### الاستقبال
في نهاية المطاف، أجبر رد فعل الجمهور الضعيف في عرض أغسطس 1968 في لوس أنجلوس المنتجين على تحرير الفيديو من طولها الأصلي الذي يبلغ 110 دقيقة إلى 86 دقيقة. عرض للمره الأولى في مدينة نيويورك في 6 نوفمبر 1968.ظهر الفيلم في وقت لاحق في هوليوود في 20 نوفمبر. ولم يكن نجاحًا تجاريًا. كان هذا جزئياً لأن فيلم رأس ، كونه نقيض للبرناج التلفزيوني المونكيز، هدم بشكل شامل الصورة العامة للفرقة التي تم إعدادها بعناية، في حين أن جمهور المتنافسين المعادين الأكبر سنًا، الذين كانوا قد وصلوا من أجله، رفضوا جهود المونكيز بقوة.
تأخر إطلاق الفيلم أيضاً (جزئياً بسبب تشميس الفيلم ‏، وهو أسلوب جديد في ذلك الوقت والذي كان شاقًا ومكلفًا) ونقص كبير في الترويج له. وكان الإعلان التلفزيوني الوحيد عبارة عن لقطة قريبة ومبهمة لرأس (جون بروكمان). بعد 30 ثانية ابتسم الرجل وظهر اسم الفيلم «رأس» على جبهته. كان هذا الإعلان محاكاة ساخرة لأندى وارهول من فيلم بلو جوب ‏ 1963.
حصل الفيلم على مراجعات نقدية متباينة وإيرادات شباك التذاكر الغير موجودة تقريبًا، ونجح في إبعاد القاعدة الجماهيرية للشباب في حين فشل في جذب المزيد من الجمهور الذي ناضلوا من أجله. وسرعان ما تم ايقاف استقبال الفيلم المزري لخطط الاستوديوهات لأي فيلم آخر يتعاقد مع المونكيز. وتوافق أيضًا مع الانخفاض الحاد في شعبية الفرقة كفنانين مسجلين؛ بلغ ذروة التصوير الصوتي للفيلم في الرقم الـ45 على الرسم البياني للولايات المتحدة، وهي المرة الأولى التي لم يرتفع فيها ألبوم المونكيز إلى أعلى 5. " Porpoise Song (Theme From Head)" كانت أيضًا أول أغنية لم تنجح لأعلى 40 أغنية.
كانت دايلي فارايتي قاسية أيضا، صرحت أن «فيلم رأس هو امتداد للهراء السخي الذي تم تقديمه على سكرين جيمز والتي بنفسها صنعت مسلسل المونكيز واستمر موسمين كاملين بنفس الشكل وبطريقة ظاهرية جذبًا لنفس النوع من الجمهور». إلا أن المراجعة أشادت بـ «رافيلسون» و «نيكلسون» قائلين إنهما «كانا حكيمين بعدم محاولتهم إيجاد قصة ثابتة كما نشأ المونكيز أنفسهم في فن مهين وعمل غير لازم، اعطائهم أمور مادية يمكنهم التعامل معها هو بالأمر الجيد؛ لتحقيق شيء آخر ربما كان كارثة».

### وسائل الإعلام المنزلية
- 18 سبتمبر 1986: في إتش إس، بيتاماكس، ليزرديسك
- 25 يناير 1995: في إتس إس
- 21 يونيو 2000: دي في دي
- 23 نوفمبر 2010: بلو راي [4]
- 14 ديسمبر 2010: بلو راي،[5] كجزء America Lost and Found: The BBS Story box set
- 29 أبريل، 2016: المونكيز - السلسلة الكاملة بجودة بلو راي

## الإرث
يصف ليونارد مالتين ذلك بأنه فيلم «مبهج» و «يستحق المشاهدة» ، أعطى الفيلم 3 من 4 نجوم، في حين قيّم روتين توميتوز الفيلم نسبة 75٪.
عندما سألته مجلة رولينغ ستون في مارس 2012 إذا كان يعتقد أن الفيلم كان غلطة، رد نسميث بالقول «في الوقت الذي خرج فيه رأس كان المونكيز منبوذين. لم يكن هناك أي ارتباك حول هذا. كنا في جيب تمام خط الاستحسان، من القبول إلى الرفض... وقد انتهى الأمر مبدئياً. كان هيد كأغنية البجعة، لقد كتبناه مع جاك وبوب... وقد أعجبنا ذلك. كان تمثيلًا حقيقيًا لظاهرة كنا جزءًا منها كان هذا بعيدًا جدًا عن الانتحار، على الرغم من أنه قد يبدو كهذا. كان هناك بعض الأشخاص في السلطة، وليس عددًا قليلاً من النقاد، الذين اعتقدوا أن هناك قرارًا آخر كان من الممكن إجراؤه. كان الفيلم حتميًا، لم يكن هناك فيلم آخر يمكن أن يكون مروعًا في ظل هذه الظروف.»  قبل عقد من الزمان، في تعليقه على المسلسل التلفزيوني «فيري تيل»، وصف نسميث الفيلم بأنه «قتل» المونكيز، وهو تحرك متعمد من قبل شنايدر ورافيلسون، الذي كان لديهما أهداف أكبر وشعرا بأن مشروع المونكيز كان يمنعهم. وقد ردد تورك تصريحًا مماثلًا خلال مقابلة المونكيز لعام 2001 على سلسلةفي إتش 1 ما وراء الموسيقى ‏.
في "ستريت أوتا كولومبيون"، كتب المؤلف آدم فولي بشكل أكثر توهجًا، "جوليان: 'كنت أشاهد رأس فيلم المونكيز، وهناك في البداية الجزء الذي يسقط فيه ميكي دولنزمن جسر البوابة الذهبية ولديه زوج من الحبال المشدودة في جزمة من (أديداس) جازيلز، ربما كانت الأولى من نوعها على الإطلاق وذالك القميص المخطط وفكرت في نفسي هذا مدهش، هذا ما أتذكره عندما كنت طفلاً - هذا ما كان يرتديه الجميع عند ذهابهم إلى المدرسة. لقد كنت مندهشًا. أجل. هذا حقاً يتحدث إليّ وجمعت الآخرين معًا "وذهبت" وقلت لهم إلقوا نظرة على هذا، سنخرج ونجد هذه الملابس وهذا ما سنرتديه "، كانت نظرتي الأولى قبل بدء الموسيقى".

## وصلات خارجية
- مقالات تستعمل روابط فنية بلا صلة مع ويكي بيانات
- The HEAD page, from The Monkees Film & TV Vault
- The Monkees' Head: 'Our fans couldn't even see it' – Dorian Lynskey, The Guardian, 28 April 2011
- Criterion Collection Essay by Chuck Stephens
- Criterion Collection Essay by J. Hoberman
- UK screening at Leeds International Film Festival November 19, 2014 http://www.leedsfilm.com/films/head/